# Cyranka modroskrzydła
Cyranka modroskrzydła (Spatula discors) – gatunek średniej wielkości ptaka wodnego z rodziny kaczkowatych (Anatidae), występujący w Ameryce. Nie jest zagrożony wyginięciem.

## Systematyka
Jest to gatunek monotypowy. Proponowano wydzielić populację ze wschodu zasięgu do podgatunku orphna, ale nie jest on obecnie uznawany.

## Występowanie
Zamieszkuje północną część Ameryki Północnej. Zimuje w obu Amerykach na południe od linii Kalifornia – Karolina Północna osiągając Chile i Argentynę. Często pojawia się na Antylach i Bahamach, sporadycznie na Galapagos, Grenlandii, Aleutach, Hawajach oraz w Europie i Afryce Północnej. W Polsce pojawia się wyjątkowo – do 2012 roku stwierdzono ją zaledwie 4 razy.

## Morfologia
WyglądSamiec ma głowę i szyję łupkowoczarną ze śliwkowym, metalicznym połyskiem. U nasady dzioba charakterystyczny biały sierp. Grzbiet ciemny ze słabo zaznaczonym cętkowaniem. Reszta tułowia, w tym brzuch, rdzawobrązowa z ciemnymi plamkami. W locie widoczna na wierzchu skrzydła błękitna pokrywa skrzydłowa. Lusterko zielone, spód skrzydeł biały. Samica i samiec w szacie spoczynkowej oliwkowobrązowe z błękitnymi pokrywami skrzydłowymi. Samica ma biały brzuch.
Wymiary średniedługość ciała ok. 38–43 cm
rozpiętość skrzydeł 58–79 cm
masa ciała ok. 260–410 g

## Ekologia

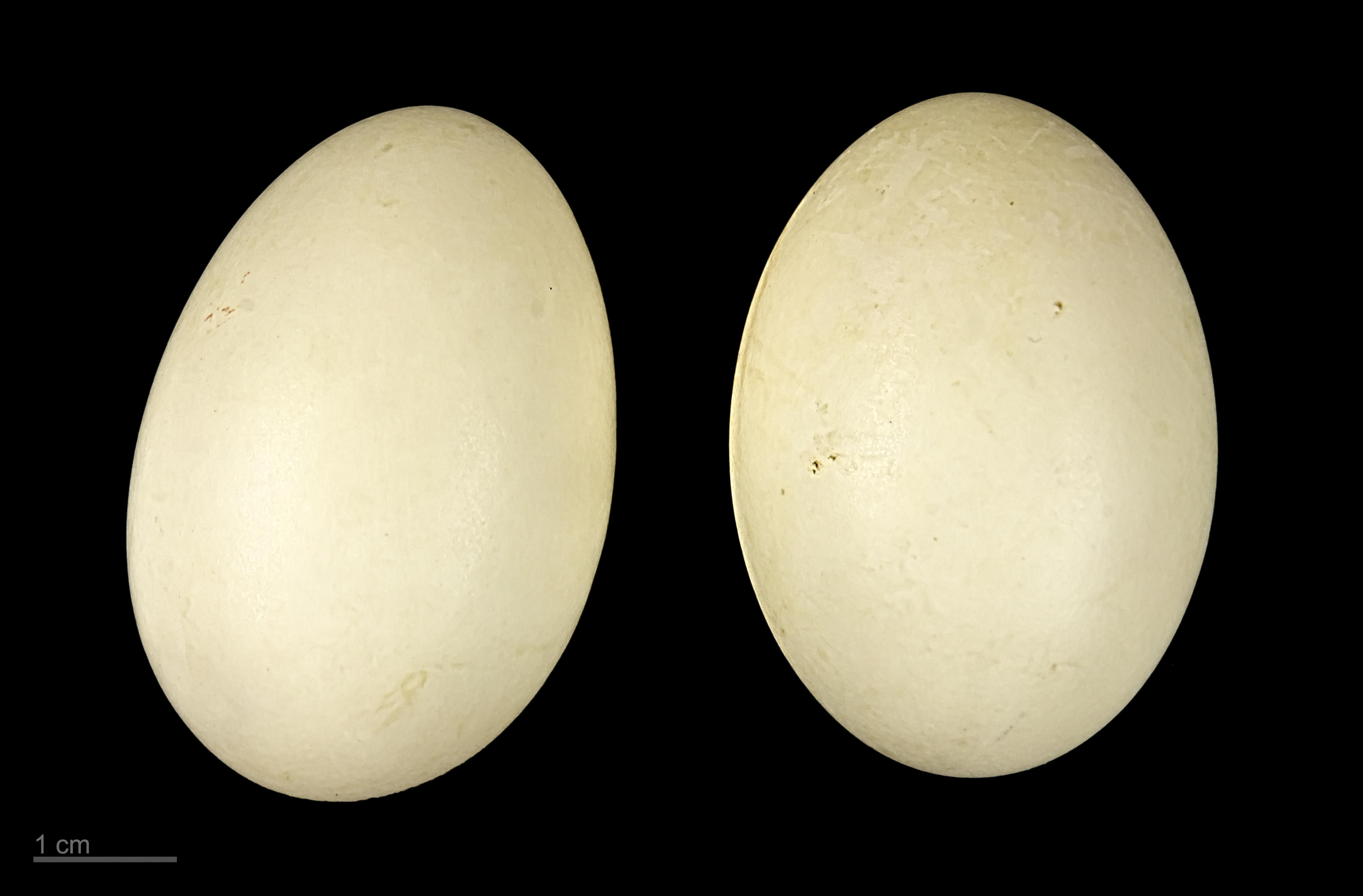
Jaja z kolekcji muzealnej

BiotopRóżnorodne zbiorniki śródlądowe. Latem preferuje małe, gęsto zarośnięte oczka i wolno płynące rzeki, a zimą duże i płytkie zbiorniki wodne.
GniazdoPłytkie zagłębienia w pobliżu wody wypełnione trawą oraz chwastami i pokryte puchem.
JajaW ciągu roku wyprowadza jeden lęg, składając w maju 6 do 15 oliwkowobiałych do kremowych jaj o średnich wymiarach 46×33 mm i średniej masie 29 g.
Wysiadywanie, pisklętaJaja wysiadywane są przez okres 18 dni przez samicę. Pisklęta opuszczają gniazdo po wykluciu, usamodzielniają się po 35–44 dniach. Opiekuje się nimi wyłącznie samica.
PożywienieBezkręgowce wodne uzupełnione przez rośliny wodne i lądowe.

## Status i ochrona
W Czerwonej księdze gatunków zagrożonych Międzynarodowej Unii Ochrony Przyrody cyranka modroskrzydła nieprzerwanie od 1988 roku klasyfikowana jest jako gatunek najmniejszej troski (LC – Least Concern). Liczebność światowej populacji fluktuuje w przedziale 2,8–7,4 miliona osobników w zależności od warunków hydrologicznych – susze powodują spadki liczebności populacji. W USA jest to ptak łowny. Globalny trend liczebności populacji uznawany jest za lekko spadkowy.
W Polsce podlega ścisłej ochronie gatunkowej.